# Ванденэнде, Северин
Северин Анн-Мари Ванденэнде (фр. Séverine Anne-Marie Vandenhende; 12 января 1974, Деши) — французская дзюдоистка полусредней весовой категории, выступала за сборную Франции в середине 1990-х — начале 2000-х годов. Чемпионка летних Олимпийских игр в Сиднее, чемпионка мира, бронзовая и серебряная призёрка чемпионатов Европы, победительница многих турниров национального и международного значения.

## Биография
Северин Ванденэнде родилась 12 января 1974 года в коммуне Деши департамента Нор. Проходила подготовку в клубе единоборств в Шампиньи-сюр-Марн.
В период 1990—1992 годов активно выступала на юниорском уровне, чемпионка Франции среди юниоров, серебряная призёрка европейского первенства среди юниоров, бронзовая призёрка мирового первенства среди юниоров. В 1994 году в полусреднем весе впервые одержала победу на взрослом национальном первенстве и впервые вошла в основной состав французской национальной сборной. Тогда же дебютировала на взрослых международных соревнованиях, в частности заняла первое место на международном турнире класса «А» в Будапеште, стала третьей на этапе Кубка мира в Париже, получила серебряную медаль на командном чемпионате Европы в Нидерландах. Будучи студенткой, отправилась представлять страну на летней Универсиаде 1995 года в Фукуоке, где стала серебряной призёршей в программе полусреднего веса, уступив в решающем поединке представительнице Южной Кореи Чон Сонсук.
На домашнем чемпионате мира 1997 года в Париже Ванденэнде взяла верх над всеми своими соперницами и завоевала тем самым награду золотого достоинства. Кроме того, в этом сезоне она побывала на европейском первенстве в бельгийском Остенде, откуда привезла награду бронзового достоинства. В 2000 году выступила на чемпионате Европы в польском Вроцлаве и добавила в послужной список серебряную медаль, не сумев пройти в финале бельгийку Геллу Вандекавейе. Благодаря череде удачных выступлений удостоилась права защищать честь страны на летних Олимпийских играх в Сиднее — одолела здесь в полусредней весовой категории всех оппоненток, в том числе китаянку Ли Шуфан в финале, и стала новой олимпийской чемпионкой в этом весе.
После победной сиднейской Олимпиады Северин Ванденэнде осталась в основном составе дзюдоистской команды Франции и продолжила принимать участие в крупнейших международных турнирах. Так, в 2001 году она выиграла бронзовую медаль на этапе Кубка мира в Париже. Последний раз показала сколько-нибудь значимые результаты на международной арене в сезоне 2003 года, когда стала третьей на Суперкубке мира в Москве. Вскоре по окончании этих соревнований приняла решение завершить карьеру профессиональной спортсменки, уступив место в сборной молодым французским дзюдоисткам.
Ныне работает детским тренером по дзюдо.